# عروسک سکس (فیلم)
عروسک سکس (به انگلیسی: Sex Doll) فیلمی در ژانر درام، تریلر به کارگردانی و نویسندگی، سیلوی فرهاید که در دسامبر سال ۲۰۱۶ منتشر شده‌است. از ستارگان فیلم می‌توان به حفصیه حرزی، اش استیمست، کارول روچر و پل هامی اشاره کرد.

## داستان فیلم
روپرت (اش استیمست) پسری کم حرف و درونگرا است، که در خیریه ای کار می‌کند؛ که وظیفه شان پیدا کردن دخترانی است که به دام قاچاق انسان و آژانس‌های سکس افتاده‌اند و آنها را به خانواده و جامعه شان برمی‌گردانند.
ویرجینی «حفصیه حرزی» روسپی است و برای یک آژانس فرانسوی به مدیریت رافئله «کارول روچر» کار می‌کند؛ کار آنها سرویس دهی جنسی به افراد ثروتمند لندنی است.
روپرت به دنبال دختری به نام سوفیا است؛ او که از ارتباط ویرجینی و رافئله آگاه است، به تعقیقب ویرجینی می‌پردازد. از طرفی ویرجینی خسته از کار و به فکر مسافرت است ولی با درخواست رافئله با سوفیای جوان برای ادامه کار آشنا می‌شود. روپرت خود را به ویرجینی نزدیک می‌کند و او را به منزل می‌رساند. خواهر ویرجینی بخاطر دعوا با پدرشان، از فرانسه به دیدار او می‌آید؛ روپرت که نزدیک آپارتمان او است، با خواهر او آشنا می‌شود و متوجه می‌شود نام اصلی ویرجینی «ملیکا» است. ویرجینی که می‌خواهد سر کارش برود، خواهرش را به روپرت برای رفتن به سینما می‌سپارد؛ ویرجینی رابطه ای سخت را تجربه می‌کند. ویرجینی خواهرش را با دادن پول راضی به برگشت به خانه می‌کند. آنها به کاباره می‌روند و ویرجینی در راه برگشت به خانه، درخواست می‌کند، روپرت مهمان او شود. روپرت که احساس نزدیکی با ویرجینی پیدا کرده‌است؛ عکس سوفیا را جهت شناسایی، به او نشان می‌دهد ولی ویرجینی که فکر می‌کند روپرت پلیس است؛ او را از خانه بیرون می‌اندازد. ویرجینی با سوفیا ۱۸ ساله برای رابطه جنسی، به دیدار پدر و پسری ثروتمند می‌روند؛ سوفیا پشیمان شده‌است؛ از طرفی پیرمرد پیش از رابطه، سوفیا را اذیت می‌کنند. سوفیا که به شدت ترسیده‌است، قصد خفه کردن پیرمرد را می‌کند ولی پسرش او را نجات می‌دهد. آنها با هم درگیر می‌شوند. ویرجینی و سوفیا فرار می‌کنند. روپرت که همواره در تعقیب آنها است، پسر را به شدت کتک می‌زند و آنها را فراری داده و به هتل می‌برد. ویرجینی که خوابش نمی‌برد به اتاق روپرت آمده با او عشق بازی می‌کند ولی فردا، روپرت که ماموریتش را انجام داده‌است؛ در حالی که ویرجینی خواب است با تسویه هتل و گذاشتن پول سکس برای ویرجینی (او که عاشق شده‌است، از اینکار روپرت به شدت ناراحت می‌شود)، سوفیا را که تصمیم به درست زندگی کردن گرفته‌است را به خیریه و پدر و مادرش تحویل می‌دهد. ویرجینی برای معذرت خواهی پیش رافئله می‌رود و رافئله دربارهٔ روپرت از او می‌پرسد و به او می‌گوید که نمی‌تواند عاشق باشد و اگرخوب کار کند می‌تواند روزی جای او را بگیرد. او از راننده شخصی اش «کوک» می‌خواهد که روپرت را پیدا کند. ویرجینی که متوجه می‌شود با دادن پیام، روپرت را مطلع می‌سازد. همان شب و در جشن تولد رافئله، او با ویرجینی که افسرده شده‌است و دیگر نمی‌خواهد ادامه بدهد، درگیر می‌شود. ویرجینی فرار می‌کند و رافئله، کوک را برای بازگرداندن او می‌فرستد. روپرت سر می‌رسد و با زدن کوک، ویرجینی را فراری می‌دهد.
ویرجینی از روپرت می‌پرسد که آیا از نجات دادن دختران سکس خسته نشده‌است؟ و روپرت با تأیید می‌گوید، وقت آن است که دیگر خود را نجات بدهد. آنها با قطار به فرانسه برمی گردند.

## بازخوردها
ابی بندر نویسنده هفته نامه خبری فرهنگی ویلج ویس در نقد این فیلم می‌نویسد:
فیلم عروسک جنسی، اگرچه گاهی اوقات ساده به نظر می‌رسد، اما به طرز هوشمندانه ای از کلیشه‌های بی شماری که در مورد کار جنسی وجود دارد، آگاه است.

## تم‌های اصلی فیلم
تم‌های اصلی فیلم شامل تنهایی، انزوا و مسائل اخلاقی مرتبط با صنعت سکس است که به شیوه‌ای واقع‌گرایانه به تصویر کشیده شده‌اند. 